# Jozef Hrebík
Jozef Hrebík (20. října 1928 Lukáčovce – 26. března 2017 Trenčín) byl generál ČSLA, slovenský a československý, politik Komunistické strany Slovenska a poslanec Sněmovny národů Federálního shromáždění za normalizace.

## Biografie
Vojenskou dráhu začal u dělostřelectva. Působil ve funkci velitele čety, baterie a pak i tankového praporu v 11. motostřeleckém pluku Klatovy. Působil v Martině coby zástupce náčelníka a později i náčelník tamního 10. tankového pluku. Jako podplukovník se stal velitelem 5. motostřeleckého pluku Mikulov a poté, co byl povýšen na plukovníka, byl náčelníkem štábu 3. motostřelecké divize Kroměříž. Byl náčelníkem operačního oddělení Operační správy Generálního štábu ČSLA a když ho prezident republiky povýšil na generálmajora, nastoupil roku 1977 jako velitel 1. armády Západního vojenského okruhu ČSLA v Příbrami. V roce 1982 se stal velitelem Východního vojenského okruhu ČSLA. V roce 1985 byl povýšen na generálplukovníka. Do zálohy odešel 31. října 1990. Žil pak v Trenčíně. V roce 2008 získal pamětní medaili slovenského ministra obrany.
Angažoval se i v politice. V letech 1983–1989 se zmiňuje coby účastník zasedání Ústředního výboru Komunistické strany Slovenska.
Ve volbách roku 1986 zasedl za KSS do slovenské části Sněmovny národů (volební obvod č. 97 – Senica, Západoslovenský kraj). Ve Federálním shromáždění setrval do ledna 1990, kdy rezignoval v rámci procesu kooptací do Federálního shromáždění po sametové revoluci.

## Vyznamenání
- Československá medaile Za službu vlasti, 1956
- Medaile Za zásluhy o obranu vlasti , 1962
- Řád rudé hvězdy, 1970
- Řád práce, 1975
- Pamětní medaile k 30. výročí národně osvobozeneckého boje našeho lidu a osvobozen[9], 1975
- Jubilejní medaile 60 let ozbrojených sil SSSR[10], 1978 (SSSR)
- Medaile Za upevňování bojového přátelství[11], 1981 (SSSR)
- Medaile bratrství ve zbrani[12], 1983, (Polsko)
- Medaile Za upevňování přátelství ve zbrani[13], I. stupeň, 1983
- Medaile Za upevňování přátelství ve zbrani[14], 1985 (Bulharsko)
- Pamětní medaile 40. výročí osvobození ČSSR, 1985
- Řád rudé zástavy, 1988
- Medaile za zásluhy o ČSLA[15], I. stupeň, 1988
- Jubilejní medaile 70 let ozbrojených sil SSSR[16], 1988 (SSSR)
- Pamětní medaile ministra obrany Slovenské republiky[17], III. stupeň, 2008 (Slovenská republika)
- Pamětní odznak velitele Sil výcviku a podpory OS SR[18], III. stupeň, 2013 (Slovenská republika)